# Chris Kirkpatrick
Christopher Alan Kirkpatrick (ur. 17 października 1971 w Clarion w Pensylwanii) – amerykański wokalista i aktor głosowy, eks-członek popowego boysbandu *NSYNC pochodzenia szkockiego, irlandzkiego i niemieckiego.

## Życiorys
Urodził się w Clarion w Pensylwanii jako najstarszy z pięciorga dzieci Beverly (z domu Eustice) i Byrona Kirkpatricka. Wychowywał się z czterema młodszymi siostrami. Uczęszczał do Dalton High School, Valencia Community College i Rollins College.
Jak przyznaje na swojej stronie internetowej, boi się małżeństwa, jednak ta fobia nie przeszkodziła mu w zalegalizowaniu 2 listopada 2013 roku swojego związku z długoletnią partnerką Karly Skladany.

## Kariera w 'N Sync
Christopher "Chris" miał niemały wkład w zespół. To on, wraz z Lou Pearlmanem, wpadł na pomysł utworzenia grupy muzycznej. Co więcej, od imienia Chrisa pochodzi litera "s" w nazwie boysbandu. W 'N Sync jego pozycja była ugruntowana. Jest autorem 4 piosenek zespołu, w tym swojej ulubionej "Giddy Up". Na okładce pierwszej płyty 'N Sync 'N Sync stoi na pierwszym planie.

### Kwestia solówek
Śpiew nie jest mocną stroną Chrisa i to przyczyniło się do wielu niedomówień. Niektórzy słuchacze są przekonani, że artysta w ani jednej piosence 'N Sync nie wykonał tzw."solówki". Jest to jednak nieprawda, Chris otrzymał bowiem taką szansę w aż 24 utworach, w tym w kultowej balladzie "I drive myself crazy" (znanej również jako "Thinking of you"), gdzie zaśpiewał słowa

Oh

Oh

Lying in your arms

So close together

Didn't know just what I had

Now I toss and turn

'Cause I'm without you

How I'm missing you so bad

Where was my head

Where was my heart

Now I cry

Alone in the dark

I lie awake

I drive myself crazy

Drive myself crazy

Thinking of you

Made a mistake

When I let you go baby

I drive myself crazy

Wanting you the way that I do